# Djehutiemhet
Djehutiemhet (auch Thotemhet) war um 728 v. Chr. während der 23. Dynastie (Dritte Zwischenzeit) ein lokaler Regent von Hermopolis und vermutlich der Nachfolger von Namilt (III.).
Er ist durch eine Statue eines Tjaenhesret, sowie einer weiteren Statuette und einen Bronzenaos, die sich heute im British Museum in London befinden, bezeugt.